# Werklust (steenfabiek)
De Werklust was een steenfabriek in de Overijsselse plaats Losser en doet sinds 2006 dienst als museum en evenementenlocatie.

## Geschiedenis
Op de plaats van de steenfabriek werd in 1895 een periodieke veldoven gebouwd voor het bakken van stenen. In 1898 werd besloten om voor de productie van stenen een vennootschap op te richten, de N.V. steen- en pannenfabriek Werklust. De fabriek werd in het begin van de 20e eeuw gekocht door de Duitse fabrikant Lindenbaum uit Gronau. Hij verkocht het bedrijf in 1923 aan de gebroeders Osse. Zij lieten in 1928 een ringoven met schoorsteen op het terrein bouwen, alsmede in 1935 een uniek kabeltransportsysteem voor ongebakken stenen. Aan deze familie dankt de in deze fabriek geproduceerde steen zijn naam: de Osse-steen. (bezaagselde handvorm gevelbaksteen)
Het bedrijf profiteerde van de aanwezigheid van een nabijgelegen kleigroeve, waar de basisgrondstof voor de stenen werd gevonden. Voor de verbinding met de kleigroeve werd een smalspoor aangelegd. Het bedrijf functioneert niet meer als steenfabriek en is omgevormd met ringoven, loodsen, kabeltransport en werkplaats tot een museum.
In 1999 stopte de productie in de fabriek. Datzelfde jaar werd de ringoven met schoorsteen erkend als een rijksmonument, vanwege de zeldzaamheid en de gaafheid van de oven, het feit dat de oven nog wel kan functioneren en vanwege de ruimtelijke samenhang met de rest van het complex.

## Herbestemming
Na verkoop en overdracht aan de gemeente Losser in 2001 startte de restauratie van de oven, het hoofdgebouw en de schoorsteen waardoor de steenfabriek in 2003 kon dienen als locatie voor de LAGA-manifestatie, een Duits toeristisch initiatief gericht op cultuur en natuur. In een deel van de droogloodsen is een nieuwe entree gemaakt met ontvangst en verblijfsruimte. Sinds 2006 huurt de Stichting Steenfabriek De Werklust het gebouw en exploiteert de locatie als museum met enige nevenactiviteiten. In 2017 is het complex voor een symbolische één euro verkocht aan BOEi. .

## Afbeeldingen

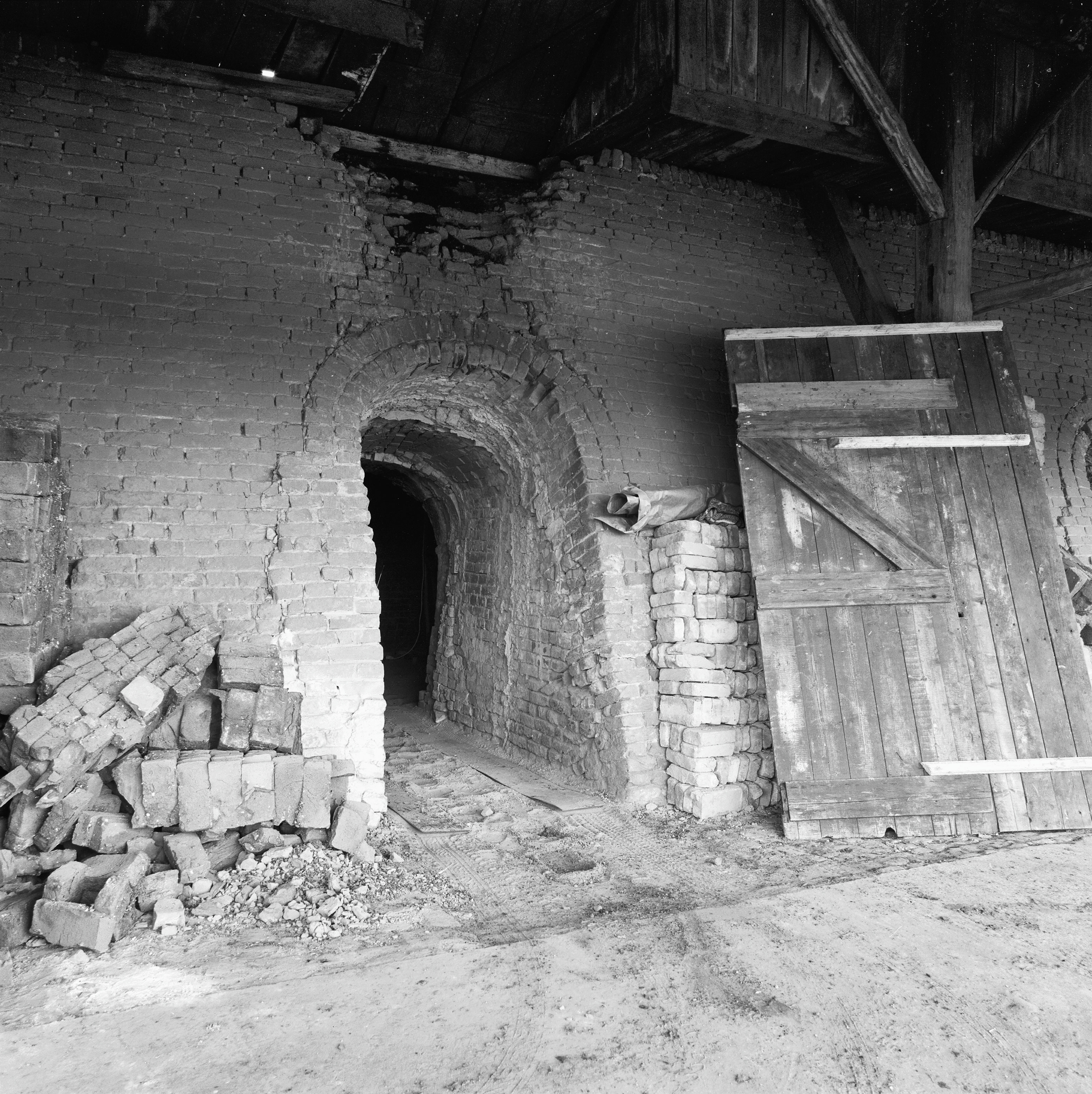
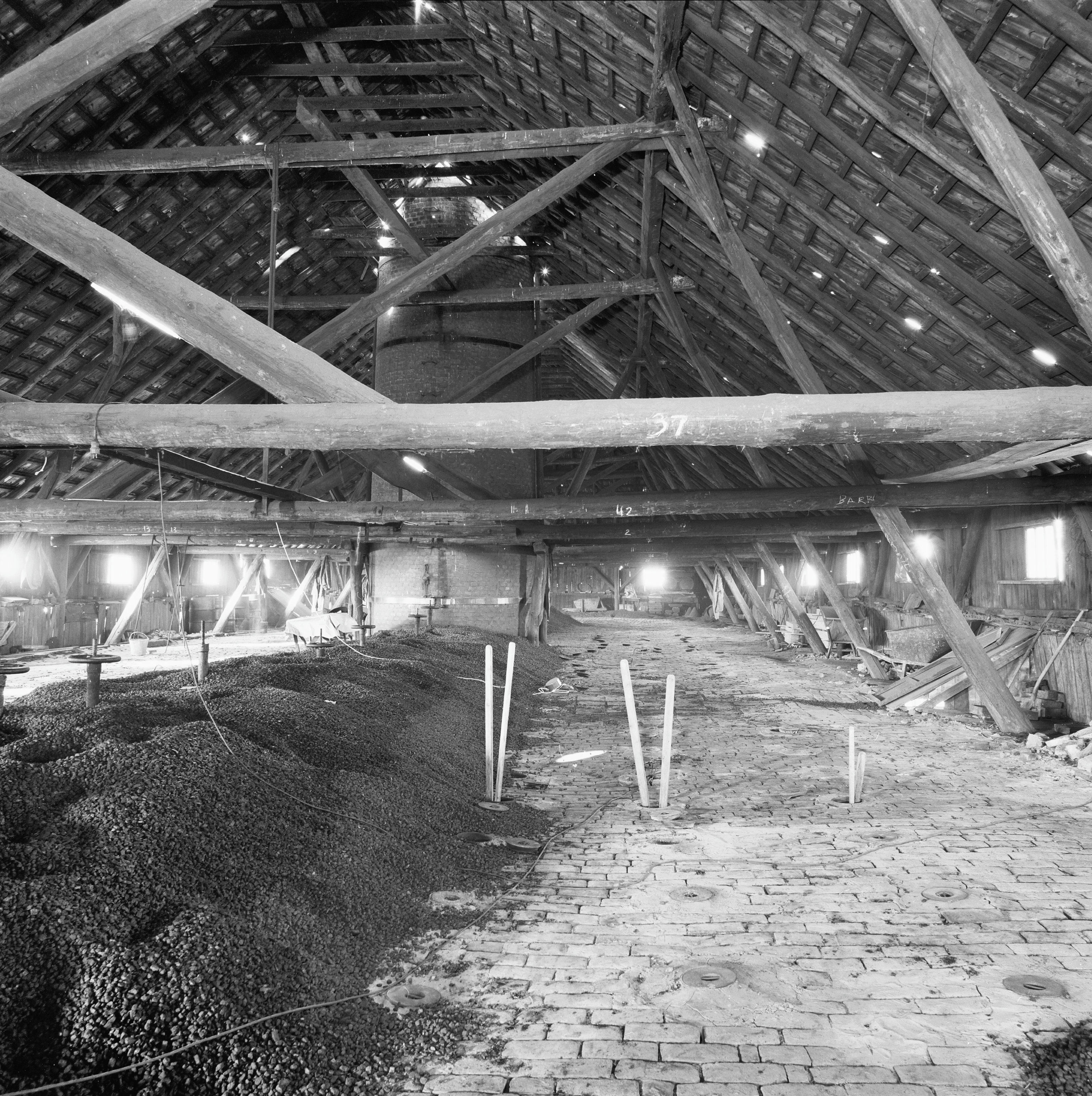
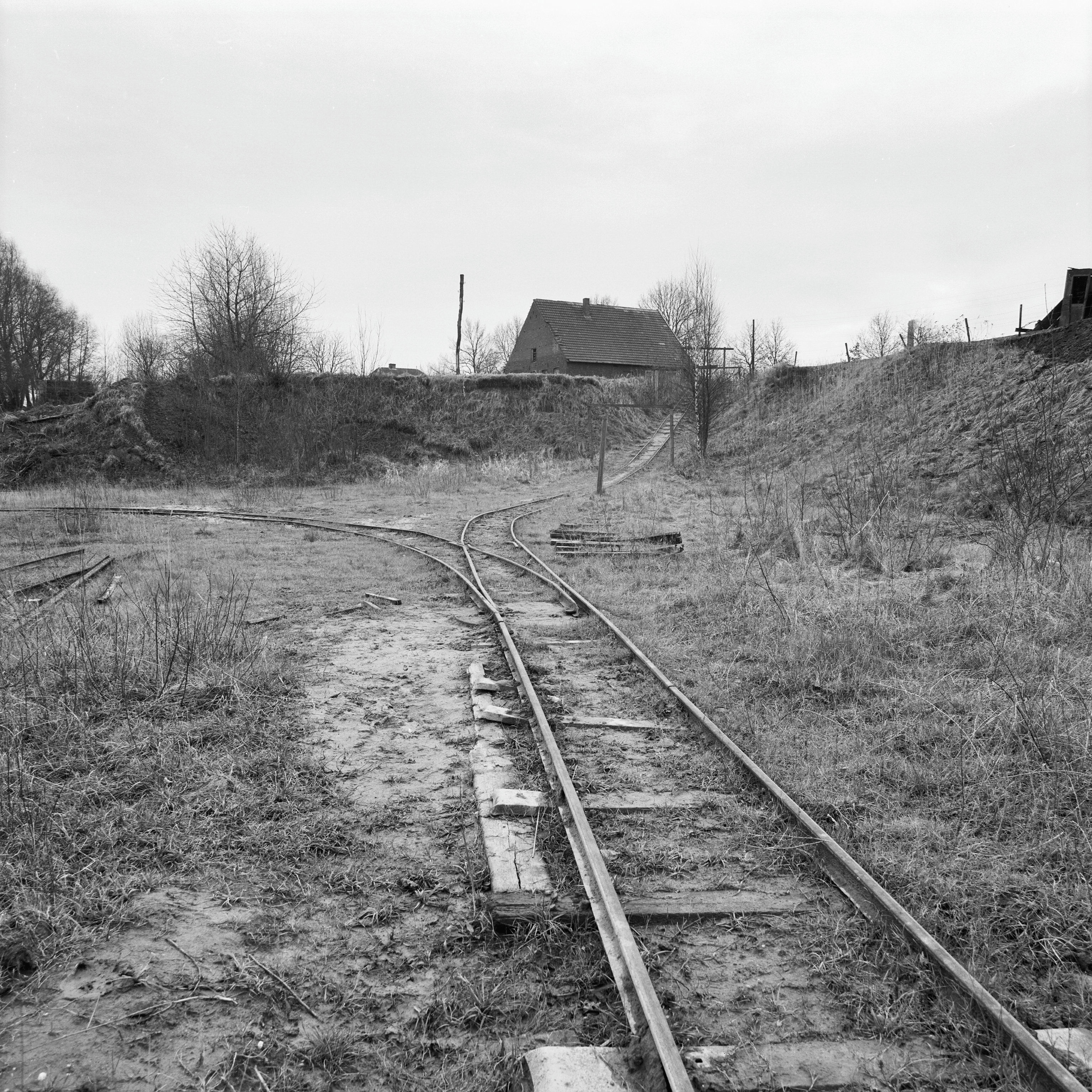
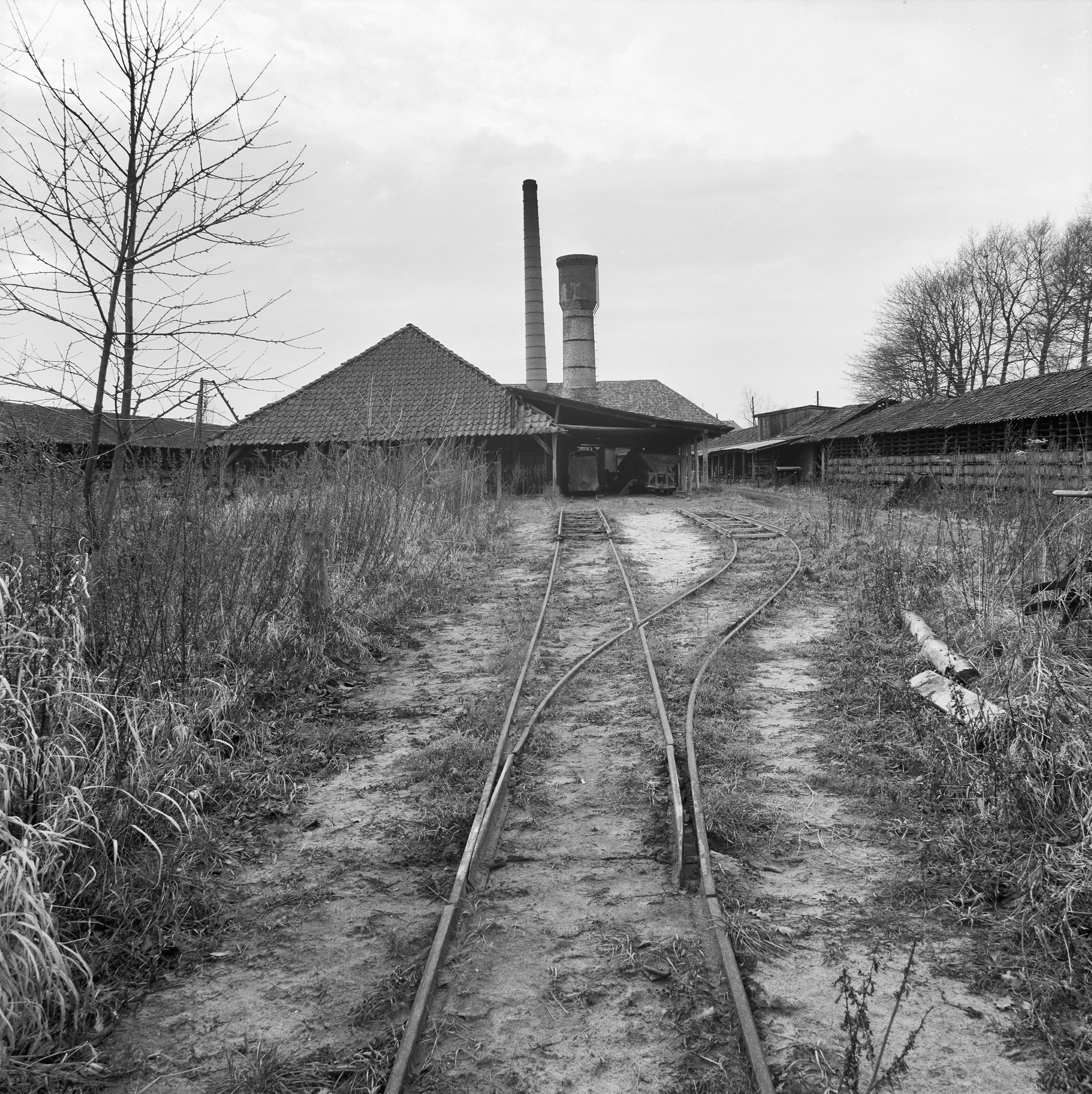
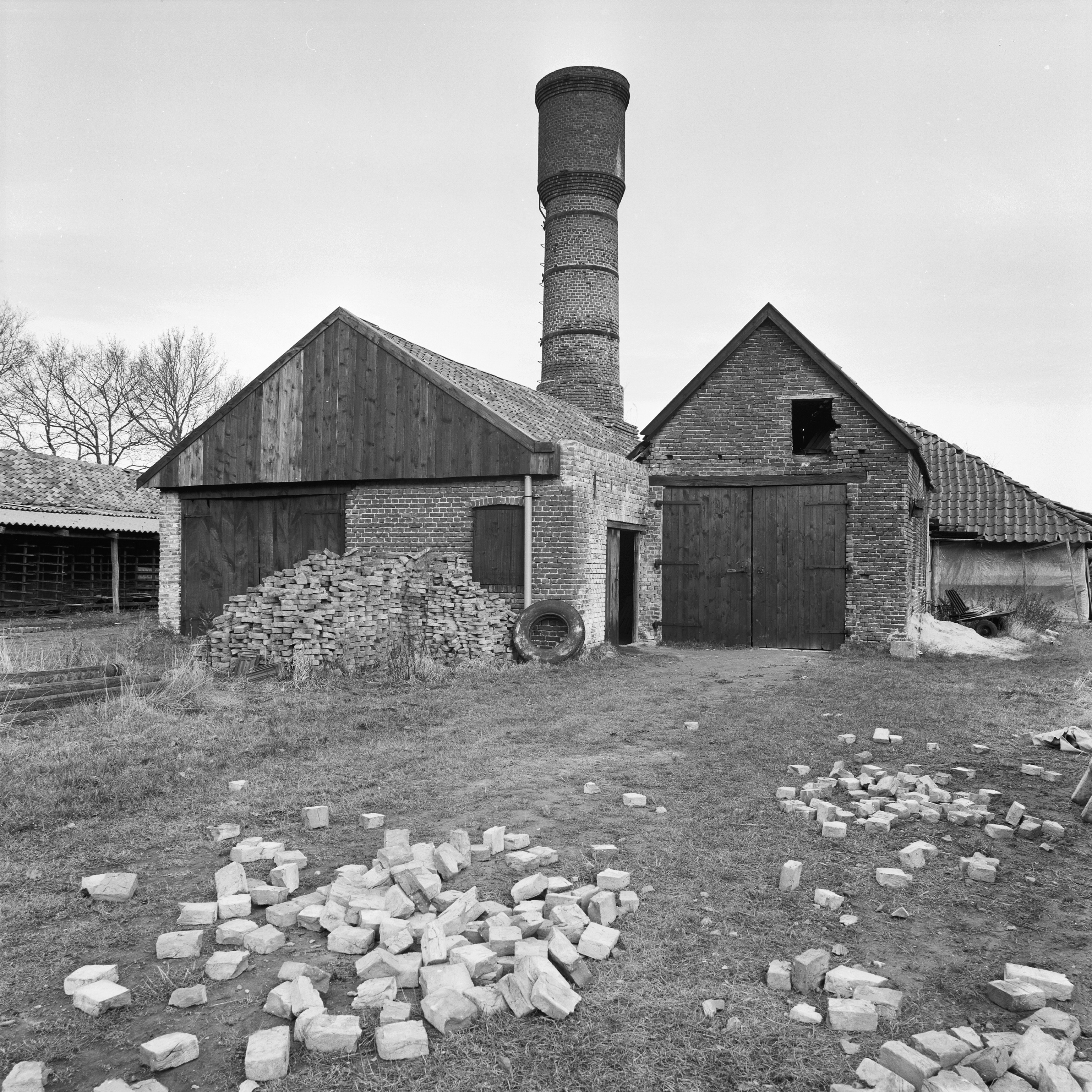